# Hans August von Glisczinski
Hans August von Glisczinski (* 24. August 1803 in Essen; † 9. September 1886 in Berlin) war ein preußischer Generalleutnant und Direktor des Allgemeines Kriegsdepartements im Kriegsministerium.

## Leben

### Herkunft
Hans August war ein Sohn von Georg Ernst von Glisczinski (1757–1827) und dessen Ehefrau Sophie Juliane, geborene von Goldbeck (1770–1814). Sein Vater war Kapitän a. D. und während des Ersten Koalitionskrieges am Rhein mit dem Orden Pour le Mérite ausgezeichnet worden. Im Vierten Koalitionskrieg wurde er 1806 bei Lübeck schwer verwundet und zog sich danach auf sein Gut Gustow zurück.
Sein Bruder Emil wurde ebenfalls preußischer Generalleutnant.

### Militärkarriere
Glisczinski besuchte gemeinsam mit zwei Brüdern das Berliner Kadettenhaus und freundete sich mit Albrecht von Roon an. Am 9. Juli 1819 wurde er als Sekondeleutnant dem 25. Infanterie-Regiment der Preußischen Armee überwiesen. Von 1823 bis 1826 absolvierte er zur weiteren Ausbildung die Allgemeine Kriegsschule, wo er Helmuth von Moltke traf. Ab 30. März 1828 war Glisczinski als Adjutant der 14. Infanterie-Brigade kommandiert und wurde Ende März 1833 unter Belassung in seiner Stellung dem 28. Infanterie-Regiment aggregiert. Am 30. März 1835 wurde er Adjutant des Generalkommandos des VII. Armee-Korps und zwei Jahre später unter Belassung in dieser Stellung dem 16. Infanterie-Regiment aggregiert. Unter Beförderung zum Kapitän erfolgte am 30. März 1840 mit Patent vom 9. Oktober 1836 seine Ernennung zum Kompaniechef im 17. Infanterie-Regiment. In gleicher Eigenschaft kam Glisczinski am 7. April 1842 in das 16. Infanterie-Regiment. Mit der Beförderung zum Major wurde er am 7. Dezember 1846 auf Wunsch des Generals von der Groeben in das 15. Landwehr-Regiment versetzt und zum Kommandeur des III. Bataillon in Bielefeld ernannt. In der Stadt kam es immer wieder Spannung zwischen dem Militär und dem Zivil, die er aber erfolgreich lösen konnte. Während der Märzrevolution kam es auch in Bielefeld zu Demonstrationen, aber Glisczinski weigerte sich die Bürgerwehr zu bewaffnen. Im Mai 1849 kam es in Iserlohn zu Unruhen und das Bataillon mit 602 Mann wurde in Marsch gesetzt, um Iserlohn zu besetzen. Mitten in den Unruhen wurde er am 26. Juni 1849 in den Generalstab des IV. Armee-Korps nach Magdeburg versetzt. Am 18. April 1850 beauftragte man ihn mit der Wahrnehmung der Geschäfte als Chef des Generalstabs des Gardekorps und am 27. Februar 1851 trat er die Nachfolge des späteren Generals der Infanterie Friedrich von Dankbahr als Chef des Stabes an. In dieser Stellung stieg er bis Anfang Oktober 1854 zum Oberst auf, wurde am 10. Dezember 1857 Kommandeur der 13. Infanterie-Brigade und am 9. Januar 1858 à la suite des Generalstabes gestellt. Am 22. Mai 1858 wurde er zum Generalmajor befördert.
Am 24. Juli 1861 zunächst mit der Führung der 4. Division beauftragt und am 24. September 1861 deren Kommandeur ernannt. Am 18. Oktober 1861 wurde er dann zum Generalleutnant befördert. Am 13. April 1862 holte ihn Kriegsminister Roon in das Kriegsministerium, wo er Direktor des Allgemeines Kriegsdepartements wurde. Am 11. Juni 1864 erhielt er den Orden der Heiligen Anna I. Klasse. Für die Vorbereitung des Krieges gegen Dänemark erhielt Glisczinski am 14. Januar 1865 ein Anerkungsschreiben von König Wilhelm I. und am 23. Februar 1865 den Orden des Eisernen Krone I. Klasse. Unter Verleihung des Roten Adlerordens I. Klasse mit Eichenlaub wurde er aufgrund eines Magengeschwürs am 9. März 1866 mit Pension zur Disposition gestellt. Er starb am 9. September 1886 in Berlin und wurde am 12. September 1886 auf dem Invalidenfriedhof neben seiner Frau beigesetzt.

### Familie
Er heiratete am 4. Juni 1833 in Düsseldorf Henriette Karoline Elisabeth Dorothea Ida (1811–1872), Tochter des Kriegs- und Domänenrats Johann Georg Ferdinand von Ammon, die am 4. März 1872 auf dem Invalidenfriedhof beigesetzt wurde. Der preußische General Karl von Glisczinski (1834–1901) war deren Sohn.